# Seznam skladatelů vážné hudby, U
Seznam skladatelů vážné hudby podle abecedy:
A – B –
C – Č –
D – E – 
F – G –
H – Ch –
I – J –
K – L –
M – N –
O – P –
Q – R –
Ř – S –
Š – T –
U – V –
W – X –
Y – Z –
Ž

## U
- Christian Benjamin Uber (1746–1812)
- Christian Friedrich Uber (1781–1822)
- Marco Uccellini (1603–1680)
- Martin Andreas Udbye (1820–1889)
- Vincenzo Ugolini (1570–1638)
- Floro Ugarte (1884–1975)
- Johann Otto Uhde (1725–1766)
- Alfred Uhl (1909–1993)
- Béla Ujj (1873–1942)
- Maximilian Ulbrich (1741–1714)
- Augustin Ullinger (1746–1781)
- Viktor Ullmann (1898–1944)
- Ignaz Umlauf (1746–1796)
- Michael Umlauf (1781–1842)
- Hermann Unger (1886–1958)
- Piero Umiliani (1926–2001)
- Osman Zeki Üngör (1880–1958)
- Victor Urbancic (1903–1958)
- Bartolomej Urbanec (1918–1983)
- Otto Urbach (1871–1927)
- Peter Urbani (1749–1816)
- Erich Urbanner (1936)
- Jean Urich (1849–1939)
- Alicia Urreta (1935–1986)
- Genaro Ursino (1650–1714)
- Horacio Uribe (1970)
- Anton Urspruch (1850–1907)
- Jose Maria Usandizaga (1887–1915)
- Ilhan Usmanbas (1921)
- Emilio Usiglio (1841–1910)
- Viktor Alexandrovič Uspenskij (1879–1949)
- Francesco Antonio Uttini (1723–1795)
- Francesco Usper (1560–1641)
- Christian Utz (1969)
- Charles Uzor (1961)